# Рикасиха (деревня)
Ри́касиха — деревня в Приморском районе Архангельской области. Является административным центром Приморского сельского поселения (муниципальное образование «Приморское»).

## Географическое положение
Деревня Рикасиха расположена в устье крупнейшей реки области — Северной Двины. Является одной из точек маршрута Федеральной автомобильной дороги М8 «Холмогоры». Расстояние до областного центра, Архангельска, составляет 20 км, до Северодвинска — 16 км.

## История
Постановлением ВЦИК от 2 марта 1932 года административный центр Приморского района был перенесён из Архангельска в селение Рикасиху, центром которого она была до 1955 года.

## Население
| 2002 | 2010  | 2012  |
| ---- | ----- | ----- |
| 1990 | ↘1877 | ↗2006 |

Численность населения деревни, по данным Всероссийской переписи населения 2010 года, составляла 1877 человек. По данным администрации Приморского района на 1 января 2010 года числилось 1980 человек, из которых трудоспособных — 1287, а работающих — 1188 человек.

## Инфраструктура
По данным Инспекции федеральной налоговой службы в деревне зарегистрировано 3 улицы:
- ул. Лесная
- ул. Новая
- ул. Садовая

В рамках реализации Программы газификации регионов Российской Федерации в начале 2012 года закончены пусконаладочные испытания газовой котельной мощностью 7,5 МВт взамен старой угольной.

### Карты
- [mapq37.narod.ru/map1/iq37128129130.html Топографическая карта Q-37-128,129,130. Архангельск - 1 : 100 000]